# The Movement (organizzazione)
The Movement è un'organizzazione non a scopo di lucro fondata dallo statunitense Steve Bannon per promuovere il nazionalismo economico ed il populismo di destra in Europa. Nel gennaio 2017 Mischaël Modrikamen, leader del Partito Popolare belga, ha registrato ufficialmente il gruppo. L'organizzazione ha sede a Bruxelles ed è attiva a tempo pieno dalle elezioni europee del 2019.

## Contesto e istituzione
Bannon parlò per la prima volta dei suoi piani per l'organizzazione con il The Daily Beast, affermando di voler creare un "supergruppo" populista che avrebbe ottenuto più di un terzo degli oltre 700 seggi al parlamento europeo e che aveva avuto quest'idea ad un comizio di Marine Le Pen cui era stato invitato. Bannon ha inoltre affermato che le elezioni legislative in Svezia del 2018 (in cui i nazionalisti ed euroscettici Democratici Svedesi ottennero il miglior risultato della storia, affermandosi con il 17,6% dei voti come terzo partito del Riksdag, con un gruppo parlamentare di 62 seggi, cresciuti di 13 seggi rispetto alle elezioni del 2014 e di 42 seggi rispetto a quelle del 2010) hanno creato la tempistica perfetta per lanciare The Movement.
The Movement si propone come una controparte di Open Society Foundations del finanziere George Soros; Bannon si è riferito a Soros come "maligno ma brillante", e ha espresso il suo desiderio di promuovere il nazionalismo invece del mondialismo.

## Adesioni
Nel luglio 2018 Bannon ed altri membri precedenti e contemporanei della cerchia di Donald Trump si incontrarono con il Primo ministro della Repubblica Serba di Bosnia ed Erzegovina, Željka Cvijanović, a Washington, per cercare di capire come aumentare l'influenza del movimento nei Balcani.
The Movement ha attirato anche le attenzioni del primo ministro ungherese Viktor Orbán (appartenente al Partito Popolare Europeo di Angela Merkel e Silvio Berlusconi, ma dichiaratamente fautore di una "democrazia illiberale"), che si è espresso in modo favorevole nei confronti dell'organizzazione. Nel settembre 2018, Matteo Salvini, Ministro dell'interno e Vicepresidente del Consiglio dei ministri del Governo Conte I, ha aderito alla rete euroscettica di Bannon. Il partito politico britannico euroscettico UKIP ha affermato che avrebbe lavorato insieme al gruppo. Giorgia Meloni, leader di Fratelli d'Italia, ha affermato che avrebbe aderito a  The Movement entro settembre 2018.
Da allora, The Movement ha attirato anche le attenzioni di Geert Wilders, capo del più grande partito d'opposizione nei Paesi Bassi (il Partito per la Libertà, di impronta nazionalista, populista ed euroscettica) e di Thierry Baudet, capo di Forum per la Democrazia, altro partito euroscettico olandese. Wilders ha affermato che avrebbe incontrato Bannon nei Paesi Bassi per parlare del gruppo.
Anche il Rassemblement National, partito francese guidato da Marine Le Pen, ha annunciato la sua adesione a The Movement.
Luigi Di Maio, capo del partito euroscettico italiano Movimento 5 Stelle, si era incontrato con Bannon e si era espresso in modo positivo su The Movement, sebbene fosse rimasto ambivalente sulla possibilità di aderire o meno all'organizzazione.
A febbraio 2019, i giornali hanno riportato l'interesse manifestato dal figlio del neoeletto presidente brasiliano Jair Bolsonaro: Eduardo Bolsonaro viene indicato come futuro rappresentante del movimento in Sud America.
Il Partito Popolare belga si è dissolto il 18 giugno 2019, terminando così la sua adesione all'organizzazione.

## Composizione

### Partiti membri
| Nome                        | Paese      | Ideologia                 | Posizione politica     | Guida             | Europarlamentari nel 2018 | Europarlamentari dopo le elezioni europee del 2019 | Gruppo Europarlamento                              |
| --------------------------- | ---------- | ------------------------- | ---------------------- | ----------------- | ------------------------- | -------------------------------------------------- | -------------------------------------------------- |
| Lega                        | Italia     | Populismo di destra       | Destra/Estrema destra  | Matteo Salvini    | 6 / 73                    | 29 / 73                                            | Identità e Democrazia                              |
| Fratelli d'Italia           | Italia     | Conservatorismo nazionale | Destra/Destra radicale | Giorgia Meloni    | 2 / 73                    | 6 / 73                                             | Alleanza dei Conservatori e dei Riformisti Europei |
| Movimento per i Cambiamenti | Montenegro | Populismo di destra       | Destra                 | Nebojša Medojević | -                         | -                                                  | Alleanza dei Conservatori e dei Riformisti Europei |
| Rassemblement National      | Francia    | Sovranismo                | Destra/Estrema destra  | Marine Le Pen     | 14 / 74                   | 22 / 74                                            | Identità e Democrazia                              |

### Ex-membri
| Nome             | Paese  | Ideologia                           | Posizione politica | Guida               | Europarlamentari nel 2018 | Europarlamentari dopo le elezioni europee del 2019 | Scioglimento |
| ---------------- | ------ | ----------------------------------- | ------------------ | ------------------- | ------------------------- | -------------------------------------------------- | ------------ |
| Partito Popolare | Belgio | Conservatorismo nazionale Populismo | Destra             | Mischaël Modrikamen | 0 / 21                    | 0 / 21                                             | 2019         |